# 内藤政里
内藤 政里（ないとう まささと）は、江戸時代中期の大名。名は政能とも。上野国安中藩の第2代藩主。官位は従五位下・山城守。挙母藩内藤家4代。

## 経歴
初代藩主・内藤政森の次男として誕生。幼名は金一郎。
享保18年（1733年）4月6日、父の隠居により跡を継ぐ。延享3年（1746年）に34歳で死去し、跡を次男・政苗が継いだ。

## 系譜
父母
- 内藤政森（父）
- 宇野氏 ー 側室（母）

正室
- 脇坂安清の娘

子女
- 内藤政陽（長男）[1]
- 内藤政苗（次男）生母は正室